# Gul Mohammed
Gul Mohammed (15. februar 1957 i New Delhi, Indien – 1. oktober 1997) var ifølge Guinness World Records, det korteste voksne menneske, hvis eksistens og højde er blevet uafhængigt verificeret nogensinde. Den 19. juli 1990, blev han undersøgt af Ram Manohar Lohia Hospitalet, i New Delhi , Indien og han var 57 cm høj og vejede 17.0 kg. Han døde den 1. oktober 1997, pga. luftvejskomplikationer efter en lang kamp mod astma og bronkitis, erhvervet på grund af massiv rygning. På trods af berømmelsen levede han et fattigt liv. Han var professionel cirkusartist.